# Bagdad (Californie)
Pour les articles homonymes, voir Bagdad (homonymie).
Bagdad est un village fantôme, aujourd'hui totalement disparu, dans le comté de San Bernardino en Californie aux États-Unis.

## Situation
Bagdad était situé dans le désert des Mojaves sur la célèbre U.S. Route 66 près de la ville de Barstow.

## Historique
À l'origine du village était la gare du même nom sur la ligne de chemin de fer entre Barstow et Needles construite en 1883.
Avec la restructuration du réseau routier, et en particulier avec l'abandon de l'ancienne Route 66 et la construction de la nouvelle Interstate 40, le village a graduellement perdu sa vitalité et en même temps sa population, et finalement totalement disparu.
Le souvenir de l'ancien village a regagné une certaine célébrité avec le roman et le film Bagdad Café tourné en grande partie au Sidewinder Café (plus tard renommé Bagdad Café) à Newberry Springs à quelques kilomètres à l'ouest de l'ancien village (où l'action du film est néanmoins censée se passer).